# Cattedrale di San Vladimiro (San Pietroburgo)
La cattedrale del Santo Principe Vladimiro Isapostolo (in russo собор Святого равноапостольного князя Владимира?) è una chiesa di San Pietroburgo, in Russia. Progettata dall'architetto italiano Antonio Rinaldi, è sita nelle vicinanze della stazione Sportivnaja, nel Petrogradskij rajon.

## Storia e descrizione
Sul luogo in cui sorge l'attuale struttura fu costruita una chiesa in legno dedicata a San Nicola nel 1708. Successivamente, tra il 1713 ed il 1719 fu edificata una chiesa in pietra consacrata alla Dormizione di Maria. Tale edificio era composto da tre navate e ricevette lo status di cattedrale per ordine imperiale. Nel 1740 l'imperatrice Anna I commissionò la costruzione di una nuova chiesa a fianco di quella dedicata alla Dormizione. La progettazione dell'edificio fu affidata al ticinese Pietro Antonio Trezzini ed al russo Michail Zemcov. Nel 1742, a seguito dell'avvento della nuova sovrana Elisabetta, i lavori di costruzione furono fermati ed il progetto accantonato definitivamente.
Un nuovo progetto fu elaborato nel 1763 da Antonio Rinaldi. Esso prevedeva la creazione di una struttura neoclassica a 5 cupole. I lavori di costruzione iniziarono nel 1765 e si fermarono nel 1772, a causa dell'incendio che distrusse la cattedrale della Dormizione. Per la ripresa dei lavori fu necessario attendere il 1783. Al progetto di Rinaldi furono inoltre apportate delle modifiche da parte di Ivan Starov. La chiesa fu ultimata nel 1789 e venne consacrata al principe Vladimir I di Kiev, protagonista della conversione al Cristianesimo della Rus' nel 988. Una delle cappelle dell'edificio fu dedicata alla Dormizione di Maria. Nonostante i tratti dominanti della struttura siano improntati allo stile neoclassico, la chiesa presenta anche caratteristiche tipiche dell'architettura barocca. Nel 1823 all'interno dell'edificio fu installata una nuova iconostasi in Stile Impero e fu riorganizzato lo spazio dedicato al coro. Nel 1845 la cattedrale divenne sede del capitolo dell'Ordine di San Vladimiro.
In seguito alla rivoluzione d'ottobre, negli anni venti la struttura fu dapprima affidata alla cosiddetta "Chiesa vivente" (movimento scismatico sostenuto dai sovietici), poi temporaneamente chiusa e successivamente restituita alla Chiesa ortodossa russa. Dal 1938 al 1941 funse da residenza del metropolita di Leningrado e futuro patriarca di Mosca Alessio I. Dal 1940 al 2001 ospitò al proprio interno un'icona della Theotokos di Kazan' attualmente custodita nella Cattedrale di Kazan'.

## Galleria d'immagini

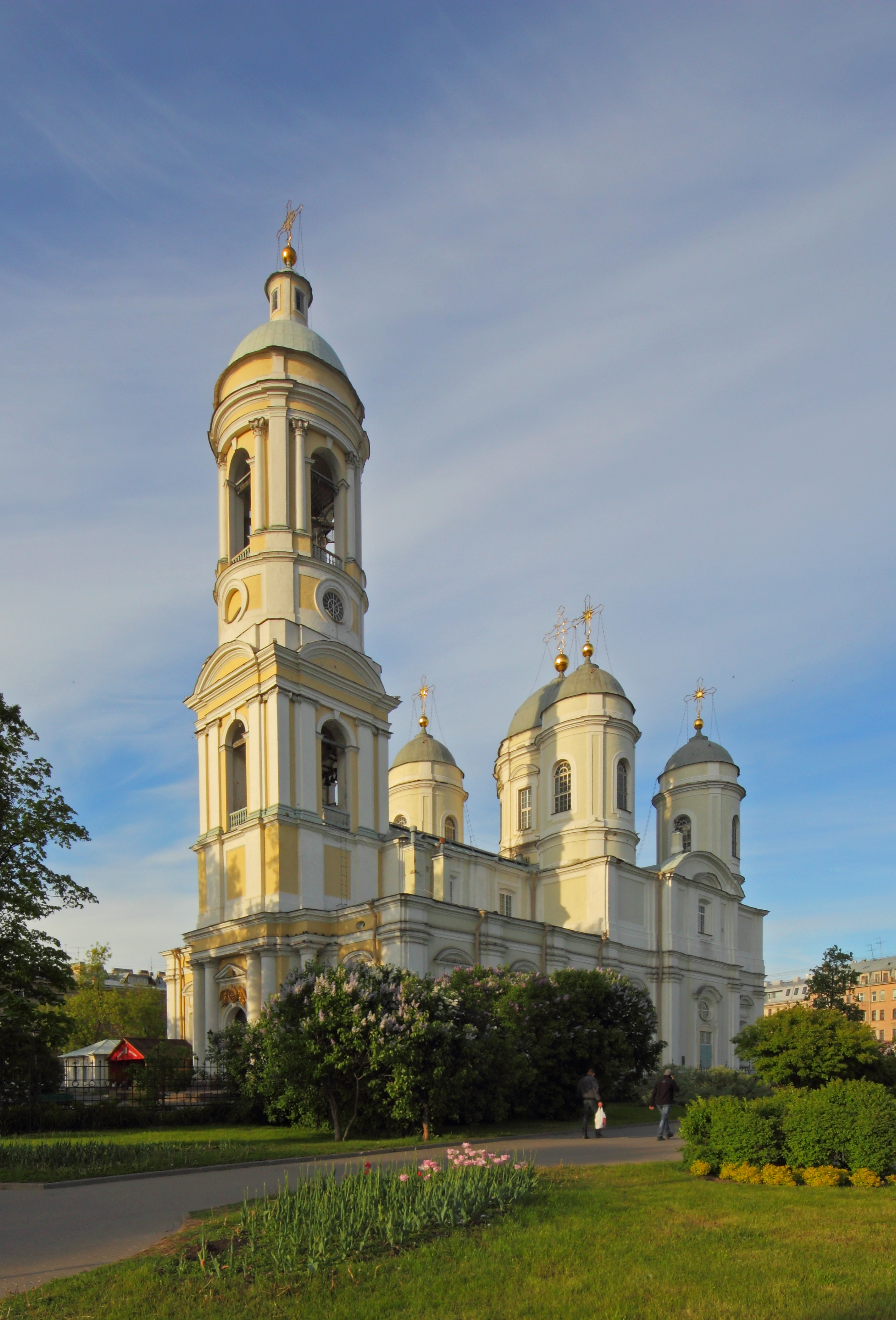
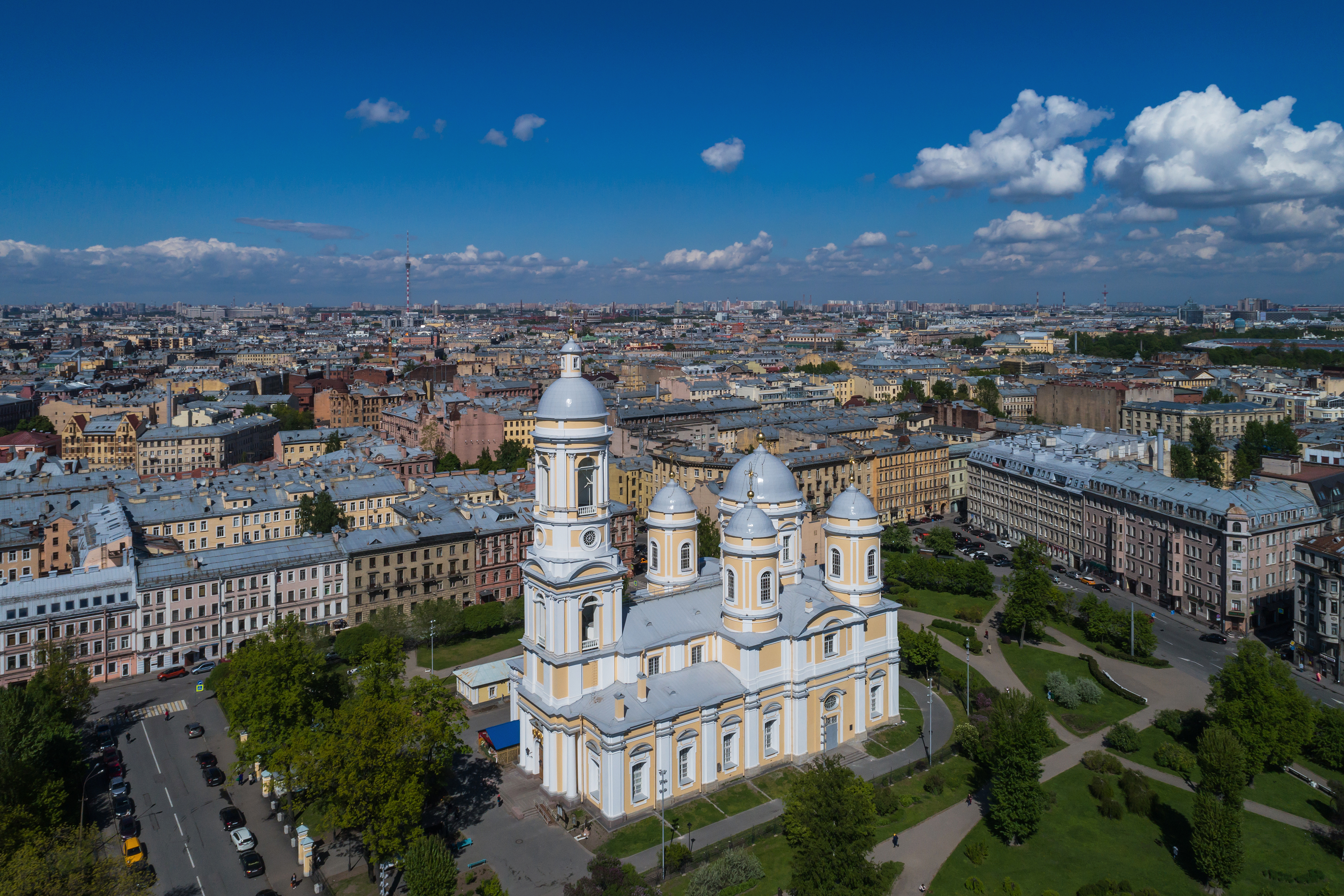
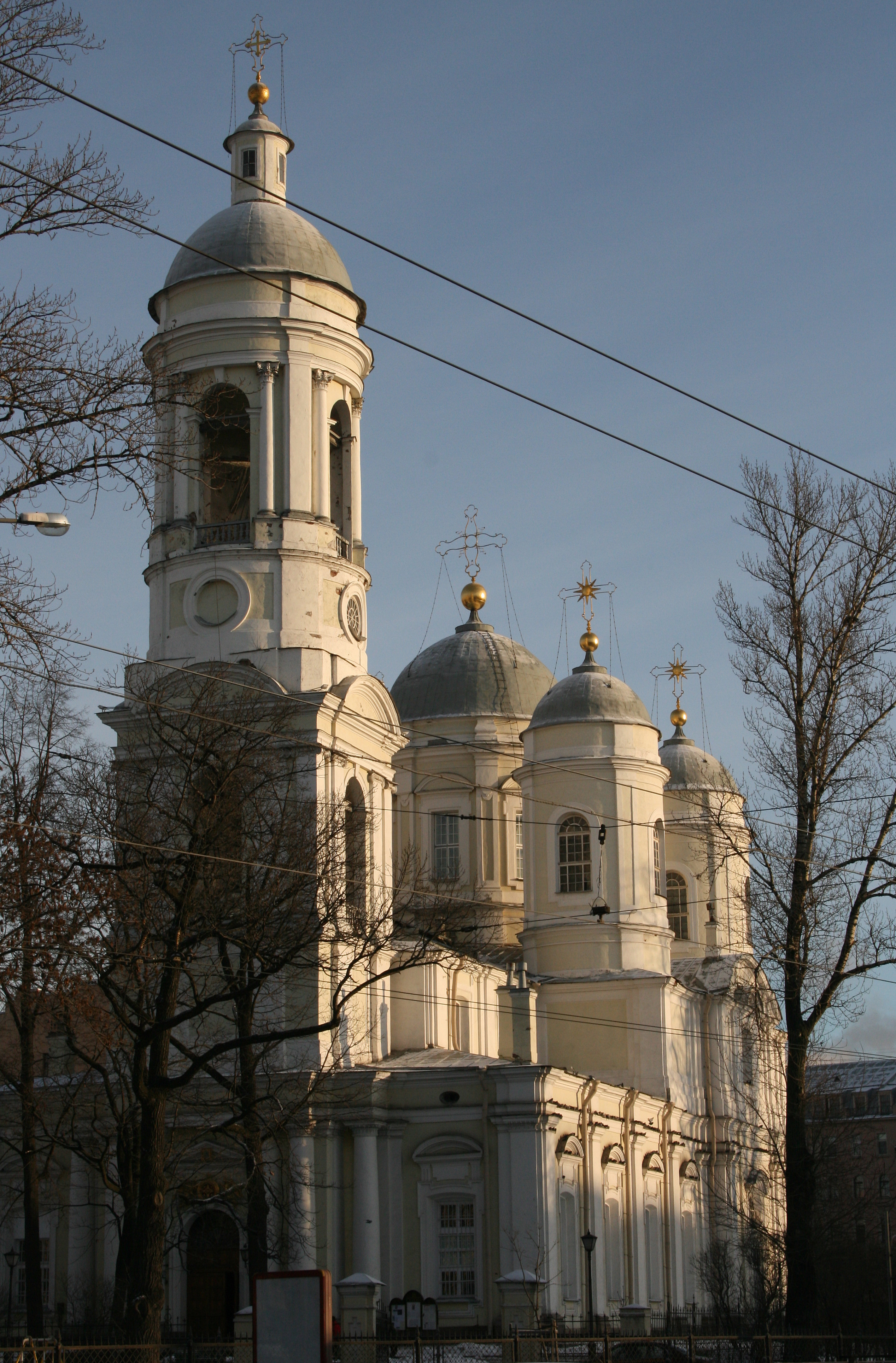
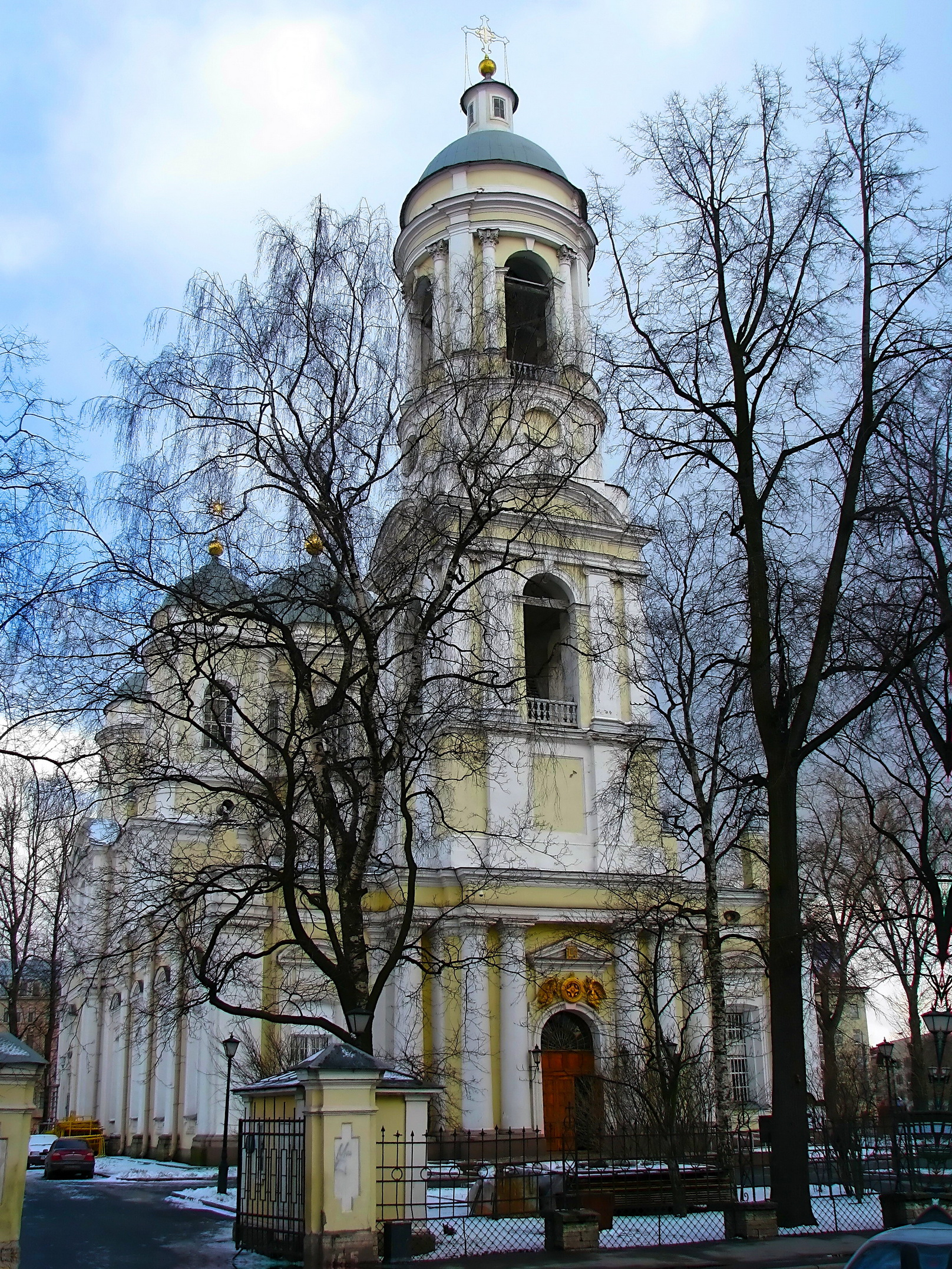